# Ofner
Ofner und Offner sind deutsche und österreichische Familiennamen.

## Herkunft des Namens
Im Alpenraum wurde unter dem Flurnamen Ofen, die von der Sonne erhitzten Felswände bezeichnet. Die keltischen Opferpriester, die an heiligen Orten (z. B. in Hainen, bei Quellen und an Felswänden) den Keltengöttern Opfer irgendwelcher Art dargebracht haben, wurden Ofnet genannt.
Der Name leitet sich u. a. auch vom Stadtnamen Ofen, dem heutigen Buda in Budapest ab. Die alte Stadt Ofen wurde um 1150 als deutsche Stadt gegründet. Einwohner dieser Stadt wurden oft als Ofner bezeichnet, auch die umliegende Berggegend, das Ofner Bergland.
Weiters kommt der Name Ofner von
- dem Berufsnamen Ofenmacher, von Ofener, lateinisch clibanarius
- dem Berufsnamen Bäcker, von Ofener, lat. pfister, furnarius; peck
- dem Berufsnamen Ofenheizer, von Ofener, lat. frisius[3]

## Häufigkeit
Der Name Ofner gehört in Österreich zu den häufigeren Familiennamen. Allein zu der Schreibweise „Ofner“ gibt es über 1.296 Einträge im österreichischen Telefonbuch, (Stand 2005); mit der Variante Offner sind es ungefähr 1.500. In Deutschland sind im Telefonregister 188 Einträge und in der Schweiz nur 82 Einträge zu finden.

## Namensträger

### Ofner
- Astrid Johanna Ofner (* 1966), österreichische Regisseurin, Schauspielerin und Autorin
- Christian Ofner (* 1993), österreichischer Eishockeyspieler
- Dirk Ofner (1963–2008), österreichischer Schriftsteller
- Franz Ofner (1921–1943), österreichischer Widerstandskämpfer (KPÖ)
- Fritz Ofner (* 1977), österreichischer Dokumentarfilmregisseur und -produzent
- Günther Ofner (Politiker) (* 1941), österreichischer Politiker (SPÖ), Steiermärkischer Landtagsabgeordneter
- Günther Ofner (Jurist) (* 1956), österreichischer Jurist und Manager
- Günter Ofner (* 1958), österreichischer Genealoge, Journalist, Autor, Umweltschützer und Politiker
- Harald Ofner (Politiker) (* 1932), österreichischer Rechtsanwalt und Politiker (FPÖ), Abgeordneter zum Nationalrat
- Harald Ofner (Eishockeyspieler) (* 1983), österreichischer Eishockeyspieler
- Helmut Ofner (* 1961), österreichischer Rechtswissenschafter und Hochschullehrer
- Hermann Ofner (1849–1917), Rechtsanwalt, österreichischer Politiker (liberale) und Bürgermeister von St. Pölten
- Herwig Ofner (* 1983), österreichischer Schauspieler
- Johann Ofner (1816–1887), Rechtsanwalt, österreichischer Politiker (liberale) und Bürgermeister von St. Pölten
- Josef Ofner (Heimatforscher) (1903–1973), österreichischer Heimatforscher
- Josef Ofner (Politiker) (* 1979), österreichischer Politiker (FPÖ, BZÖ)
- Johann Ofner (Bauernvertreter) (1876–1947), Bauer, österreichischer Politiker (christlichsozial) und Bürgermeister von Grabensee (Gemeinde Asperhofen) in Niederösterreich, Bezirksbauernkammerobmann
- Julius Ofner (1845–1924), österreichischer Jurist und Politiker
- Katrin Ofner (* 1990), österreichische Freestyle-Skierin
- Klaus Ofner (* 1968), österreichischer Nordischer Kombinierer
- Patrick Ofner (* 1993), österreichischer Tennisspieler
- Sebastian Ofner (* 1996), österreichischer Tennisspieler
- Simone Helfenschneider-Ofner (* 1982), österreichische Triathletin
- Stefanie Ofner (* 1988), österreichische Politikerin (ÖVP)
- Ursula Ofner (* 1967), österreichische Schauspielerin

### Offner
- Alfred Offner (1879–1947), österreichischer Maler, Grafiker und Plakatkünstler
- Alois Offner (1799–1871), österreichischer Unternehmer und Politiker
- Hannelore Offner (* 1955), deutsche Kunsthistorikerin, Kuratorin und Bürgerrechtlerin
- Josef Offner (1801–1862), österreichischer Unternehmer und Politiker
- Karl Offner (* 1939), deutscher Pädagoge, Diplompsychologe und Bryologe
- Matthäus Offner, salzburgischer römisch-katholischer Geistlicher
- Maximilian Offner (* 1952), deutscher Orgelbauer und Orgelsachverständiger
- Richard Offner (1889–1965), österreichischer Kunsthistoriker
- Offner, deutsche Orgelbauerfamilie

## Ortsname
Ofner ist zudem der Ortsname von:
- Ofner (Gemeinde Weistrach), Ortsteil in der Gemeinde Weistrach, Bezirk Amstetten, Niederösterreich